# (4184) Berdyayev
(4184) Berdyayev ist ein Hauptgürtelasteroid, der am 8. Oktober 1969 von Ljudmila Iwanowna Tschernych am Krim-Observatorium entdeckt wurde.
Der Asteroid wurde nach dem russischen Philosophen Nikolai Berdjajew (1874–1948) benannt.